# Donkioporia
Donkioporia es un género de hongos perteneciente a la familia Fomitopsidaceae. El género consta de dos especies resupinadas: la especie tipo Donkioporia expansa y D. albidofusca (anteriormente Poria albidofusca), que se transfirió al género en 2010.